# Luther H. Hodges
Pour les articles homonymes, voir Hodges.
Luther Hartwell Hodges, né le 9 mars 1898 à Cascade (en) (Virginie) et mort le 6 octobre 1974 à Chapel Hill (Caroline du Nord), est un homme politique américain. Membre du Parti démocrate, il est gouverneur de Caroline du Nord entre 1954 et 1961 puis secrétaire du Commerce entre 1961 et 1965 dans l'administration du président John F. Kennedy et dans celle de son successeur Lyndon B. Johnson.
Raciste et ségrégationniste, il s'oppose fermement à l'intégration raciale (en particulier dans les écoles) durant le mouvement américain des droits civiques et s'illustre dans l'affaire du Kissing Case, en facilitant le traitement brutal et la condamnation pour viol de deux enfants Afro-américains, qui avaient été embrassés par une fille blanche en octobre 1958. 